# Обнінська АЕС
Обнінська АЕС — атомна електростанція, що розташована в місті Обнінську Калузької області (Росія). Це перша у світі промислова атомна станція, підключена до єдиної електроенергетичної системи, запущена в промислову експлуатацію 27 червня 1954 року. Нині Обнінська АЕС виведена з експлуатації. Її реактор був заглушений 29 квітня 2002 року, успішно пропрацювавши майже 48 років. Зупинка реактора була викликана науково-технічною недоцільністю його подальшої експлуатації. Обнінська АЕС є першою зупиненою атомною електростанцією в Росії.

## Історія будівництва
У жовтні 1945 року Технічний комітет заснованого при Раднаркомі СРСР Першого головного управління, попередника Міністерства середнього машинобудування, розглянув записку академіка Петра Капиці «Про застосування внутрішньоатомної енергії в мирних цілях». Загальне керівництво роботами з мирного атому взяв на себе президент Академії наук Сергій Вавилов. Незабаром Ігор Курчатов виклав свої міркування про можливість використання графітового реактора-напрацьовувача плутонію і для виробництва електроенергії. Взявши до уваги доводи вчених, уряд СРСР 16 травня 1949 року випустив постанову про створення першої атомної електростанції. Науковим керівником робіт було призначено Курчатова (який одночасно займався створенням атомної бомби), а головним конструктором реактора — Миколу Доллежаля.
У травні 1950 року вийшла постанова уряду про початок робіт з будівництва першої АЕС. Через рік було вирішено питання про місце її спорудження. 1951 року вийшла друга Постанова Ради міністрів СРСР про розробку заходів щодо спорудження першої АЕС.
Під спорудження прийняли проект уран-графітового реактора канального типу з трубчастими тепловидільними елементами (ТВЕЛами) з теплозняттям некиплячої води під тиском 100 атмосфер. При виборі типу реактора враховували досвід, який був накопичений при створенні і експлуатації промислових реакторів, що виробляли плутоній. Техніка добування теплової та електричної енергії за рахунок поділу ядерного палива значною мірою використала техніку звичайної теплової енергетики.
Будівництво будівлі АЕС почалося в 1952 року на місці колишнього села П'яткино. Незадовго перед пуском реактора, в лютому 1954 року у Фізико-енергетичному інституті був споруджений реактор нульової потужності («критичний стенд»). Його зібрали в одній з лабораторних кімнат, розміщених на першому поверсі головного корпусу ФЕІ. Метою створення стенда, на думку керівника фізичних розрахунків реактора АЕС Михайла Мінашина, була необхідність експериментальної перевірки придатності розрахункових методик, що були у вжитку при визначенні характеристик реактора першої АЕС. На цьому стенді 3 березня 1954 року вперше в ФЕІ (і на території Калузької області) здійснено самопідтримувальну ланцюгову реакцію поділу урану.
Водоохолоджуваний канальний уран-графітовий енергетичний реактор дістав назву АМ-1. Стосовно «АМ» є дві точки зору: «атом морський» і «атом мирний». Можливо, спочатку його і розглядали як прототип транспортного ядерного реактора (для кораблів і підводних човнів), проте незабаром стала зрозумілою безперспективність використання на них громіздких уран-графітових атомних «котлів», і абревіатуру вдало розкодували за другим варіантом — вона повністю відповідала призначенню атомної станції.

## Пуск і подальше використання

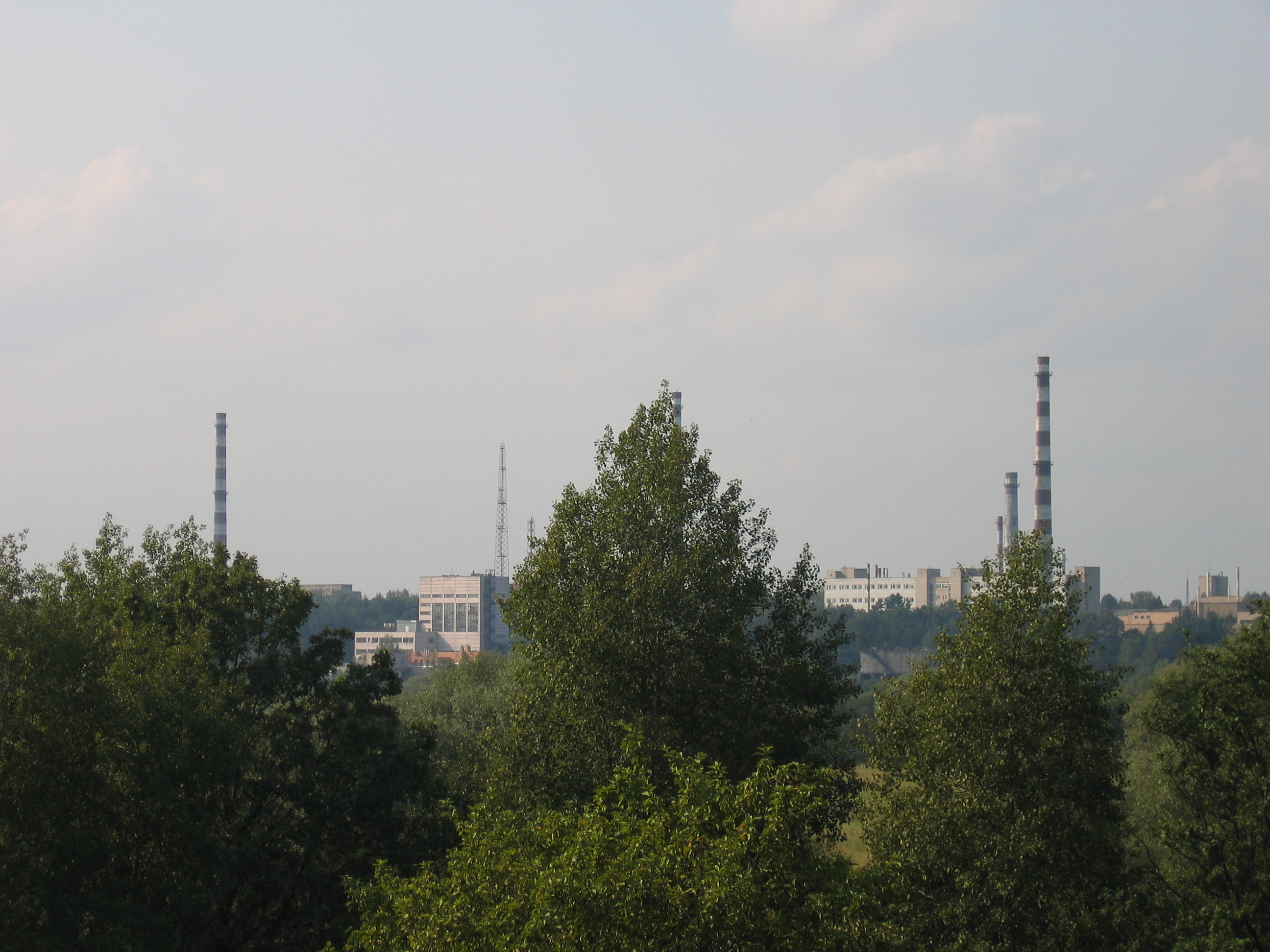
Обнінська АЕС

Перед пуском реактора було складено штатний розклад і укомплектовано 4 зміни персоналу. Пускову групу очолював радянський фізик-ядерник Борис Дубовський, який мав досвід пуску першого в СРСР реактора, здійсненого під керівництвом Курчатова 26 грудня 1946 року. Директором першої АЕС призначили Миколу Ніколаєва. Науковим керівником всього проекту призначили Дмитра Блохінцева — відомого тоді фізика-теоретика, проректора Московського Державного Університету, який незадовго до цього став директором ФЕІ. Першими пусковими черговими науковими керівниками були Андрій Красін, Борис Дубовський і М. Є. Мінашін.
9 травня в 19 годин 7 хвилин при завантаженні приблизно 60 паливних каналів (ТК) досягнуто критичного стану, необхідного для запуску ланцюгової реакції, що самостійно підтримується. У подальшому активна зона реактору була повністю завантажена 128 паливними каналами. 26 червня 1954 першу в світі АЕС було запущено.

## Вивід з експлуатації
З 2000 року подальша експлуатація Обнінської АЕС, що безаварійно прослугувала 48 років (на 18 років довше запланованогого терміну), стала економічно недоцільною. Реактор єдиного на станції енергоблоку було зупинено 29 квітня 2002 року, а у вересні було завершено вивантаження тепловиділяючих збірок.